# Estella Meheux
Estella Meheux (ur. 22 czerwca 1962) – sierraleońska lekkoatletka, reprezentantka Sierra Leone na Letnich Igrzyskach Olimpijskich 1980 w biegu na 100 m., biegu na 200 m. i w biegu 100 m. przez płotki.
W biegu na 100 m. kobiet zajęła 7. miejsce w biegu numer 4. Meheux ukończyła bieg z czasem 13.22, pokonując o jedną setną sekundy ostatnią w biegu kwalifikacyjnym reprezentantkę Wietnamu Trần Thanh Vân. Dzień później po zakończeniu konkurencji w biegu na 100 m., Meheux reprezentowała Sierra Leone w konkurencji 100 m. przez płotki. Meheux w biegu numer trzy zajęła ostatnie, siódme miejsce z czasem 15.61, co okazało się najsłabszym rezultatem spośród wszystkich uczestników. Zwycięstwo w tym samym biegu, co Meheux odniosła Polka Grażyna Rabsztyn, która ukończyła bieg z czasem 12.72. W biegu na 200 m., Meheux zajęła 6. miejsce w biegu numer trzy, kończąc bieg z czasem 26.77. Nie wystarczyło to do awansu, a najlepszy wynik uzyskała reprezentantka Jamajki Merlene Ottey, która ukończyła bieg z czasem 22.70.